# Демократи за Ліхтенштейн
Ліхтенштейнські демократи (нім.: Demokraten pro Liechtenstein (DPL) — наймолодша політична партія Ліхтенштейну, заснована у 2018 році трьома депутатами, які раніше вийшли з Партії незалежних. На цей момент ДПЛ є четвертою політичною силою в Ліхтенштейні з двома місцями в Ландтазі.

## Історія
У 2018 році за нез'ясованих обставин було виключено депутата від Незалежної партії Еріха Хаслера. Незабаром після цієї події ще двоє депутатів, Герберт Елкуч і Томас Рехак, залишили клуб. Троє депутатів об'єдналися у парламентський клуб із тимчасовою назвою «Нова фракція» (нім. Neue Fraktion). 21 вересня 2018 року вона трансформувалася в нову партію під назвою Ліхтенштейнські демократи (нім. Liechtenstein). Demokraten pro Liechtenstein, DPL), президентом якої був Томас Регак. Присутність депутатів нової партії в Ландтазі викликала суперечки, оскільки вона не потрапила до парламенту в результаті виборів, а також виникла дилема, які групи повинні отримати субсидії від держави: DU, DPL чи обидві. Зрештою, Національний адміністративний суд надав DPL право на щорічне одноразове фінансування у розмірі 55 000 швейцарських франків. Це рішення було підтверджено Судом Ліхтенштейну.
На парламентських виборах 2021 року комітет ДПЛ висунув 16 кандидатів у депутати (8 від виборчого округу Оберленд і 8 від округу Унтерленд). Комітет подолав виборчий бар'єр, набравши 11,1 %, що означає два місця в новому терміні Ландтагу. Після виборів ДПЛ стала четвертою політичною силою в країні після ФБП, ВУ та ФЛ.

## Результати виборів доЛандтагу
| Вибори   | Сейм   | Сейм    | Сейм    | Уряд     |
| Вибори   | Голоси | Мандати | Мандати | Уряд     |
| Вибори   | %      | Номер   | +/-     | Уряд     |
| -------- | ------ | ------- | ------- | -------- |
| 2021 рік | 11,1 % | 2 / 25  | ▲2      | Опозиція |